# Centre commercial Rocca al Mare
Le centre commercial Rocca al Mare (en estonien : Rocca al Mare kaubanduskeskus) est un centre commercial situé dans l'arrondissement de Haabersti à Tallinn en Estonie.

## Présentation
Le centre commercial abrite environ 170 enseignes (dont 14 restaurants et cafés), et plus de 1300 places de stationnement. 
L'exploitant du centre commercial est Citycon. 
Du côté ouest du centre commercial Rocca al Mare se trouve le Saku Suurhall et du côté sud se trouve le zoo de Tallinn de l'autre côté de la Paldiski maantee. 
Le musée estonien en plein air est situé à un bon kilomètre au nord-ouest du centre commercial.
La superficie du centre commercial est de 87 000 m2, dont 54 000 m2 d'espaces commerciaux,.
Le centre commercial a trois étages, avec les magasins et autres services commerciaux au premier et au deuxième étage. Le troisième étage est réservé au stationnement. Les plus grands magasins du centre sont Prisma, H&M, Marks and Spencer, Euronics, Reserved et Rademar.

## Histoire
En 2009, Rocca Al Mare a rouvert ses portes après un projet de rénovation de près de trois ans. Le centre commercial était alors le plus grand d'Estonie et ses sélections comprenaient des produits de mode, de sport et de loisirs, des magasins de beauté et de bien-être et des restaurants. Outre les restaurants et les cafés, l'expansion comprenait des magasins de beauté et de bien-être, par exemple le plus grand magasin de cosmétiques I.L.U d'Estonie, Stockmann Outlet, Kotipizza et le plus grand hypermarché Prisma de Tallinn.
En relation avec le centre, Saku Suurhall organise des concerts.
En décembre 2019, l'hypermarché Prisma a été ouvert au centre commercial Rocca al Mare, qui mesurait 12 700 mètres carrés et en même temps le plus grand d'Estonie et le plus grand  hypermarché Prisma de tous les États baltes. 
L'agrandissement de Prisma a coûté un million d'euros. 
L'hypermarché était un projet pilote selon lequel le groupe S prévoyait de rénover l'ensemble de ses 400 supermarchés en Finlande au cours des années 2020 et 2021.

## Galerie

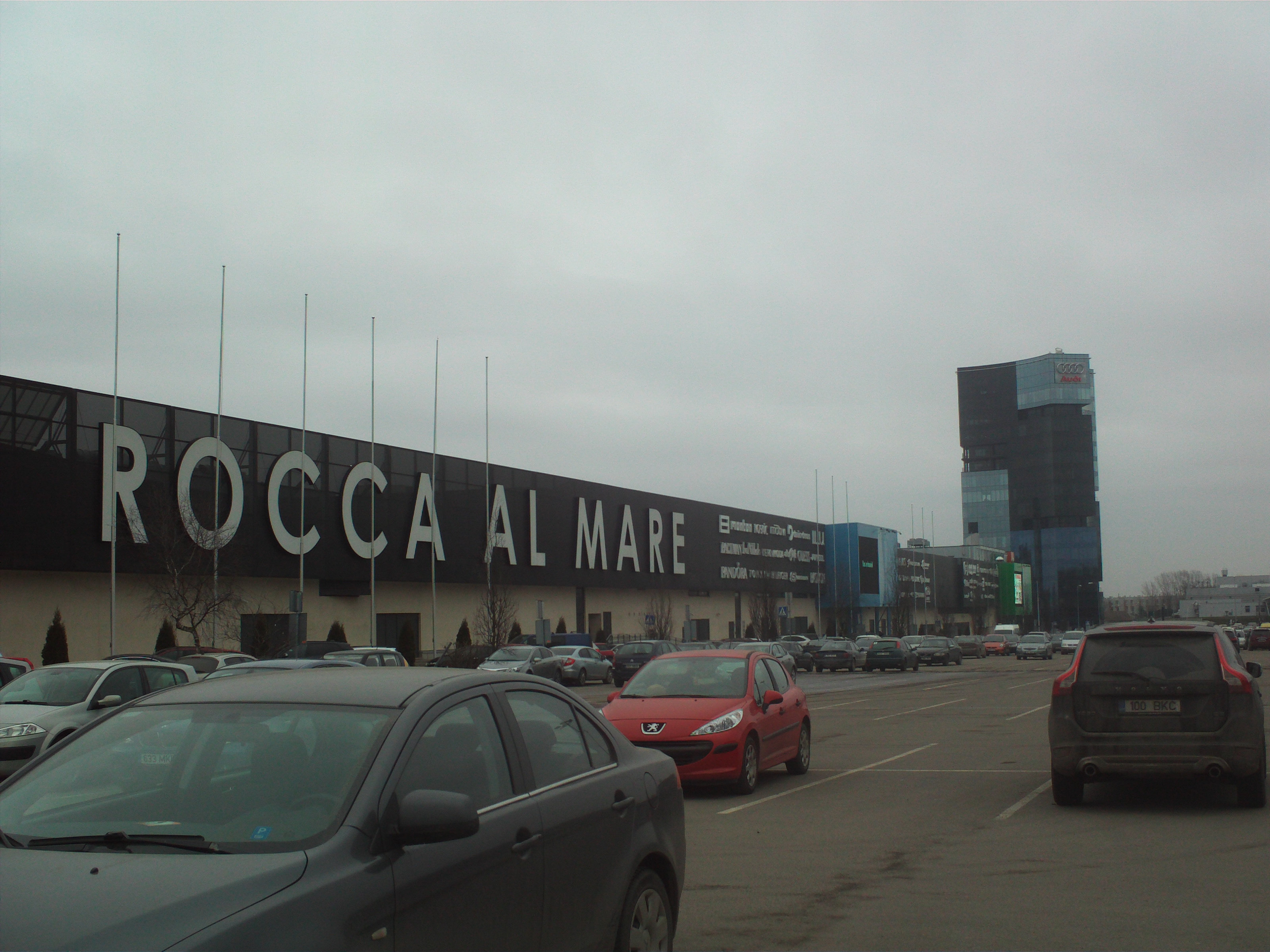
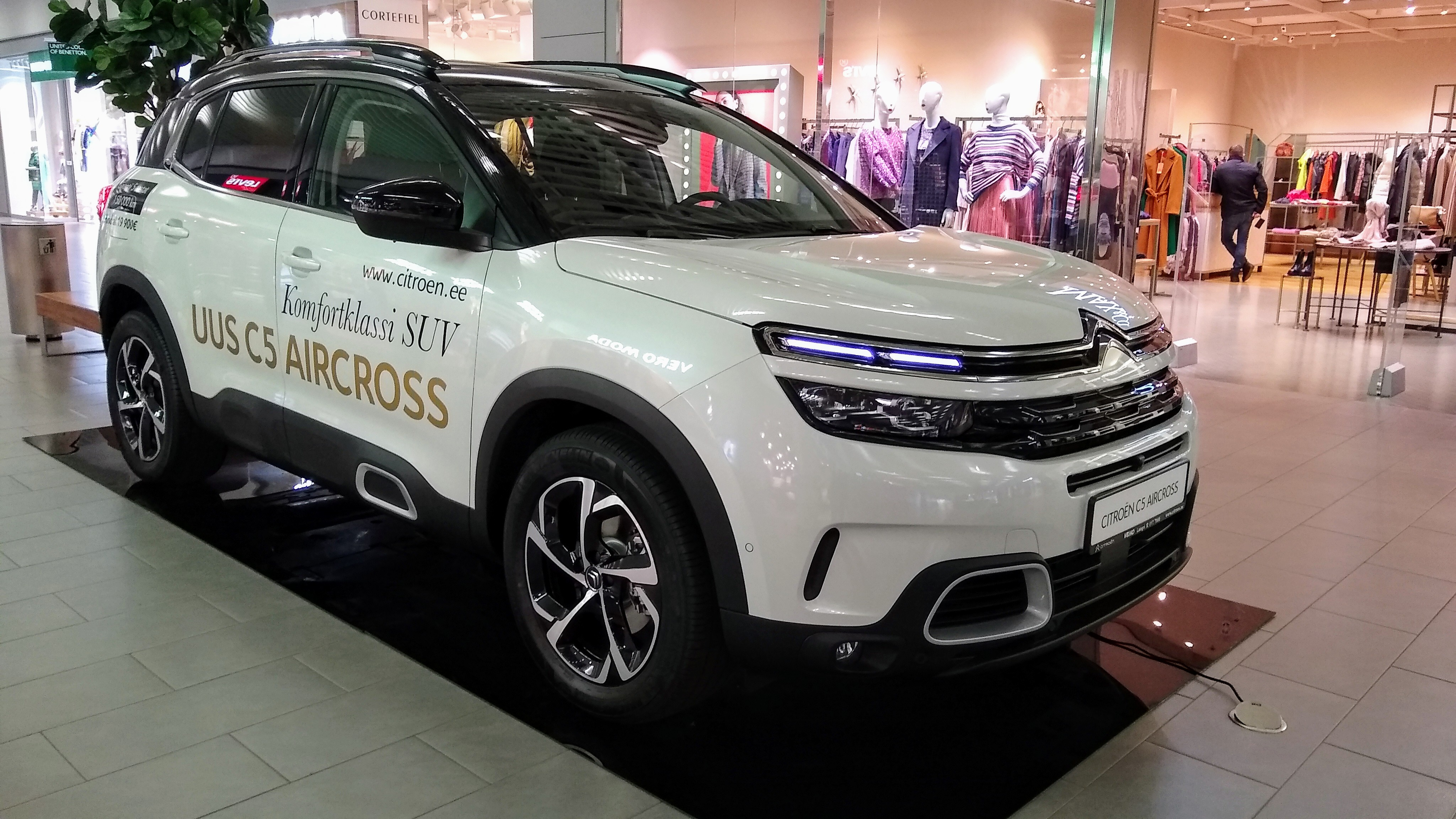
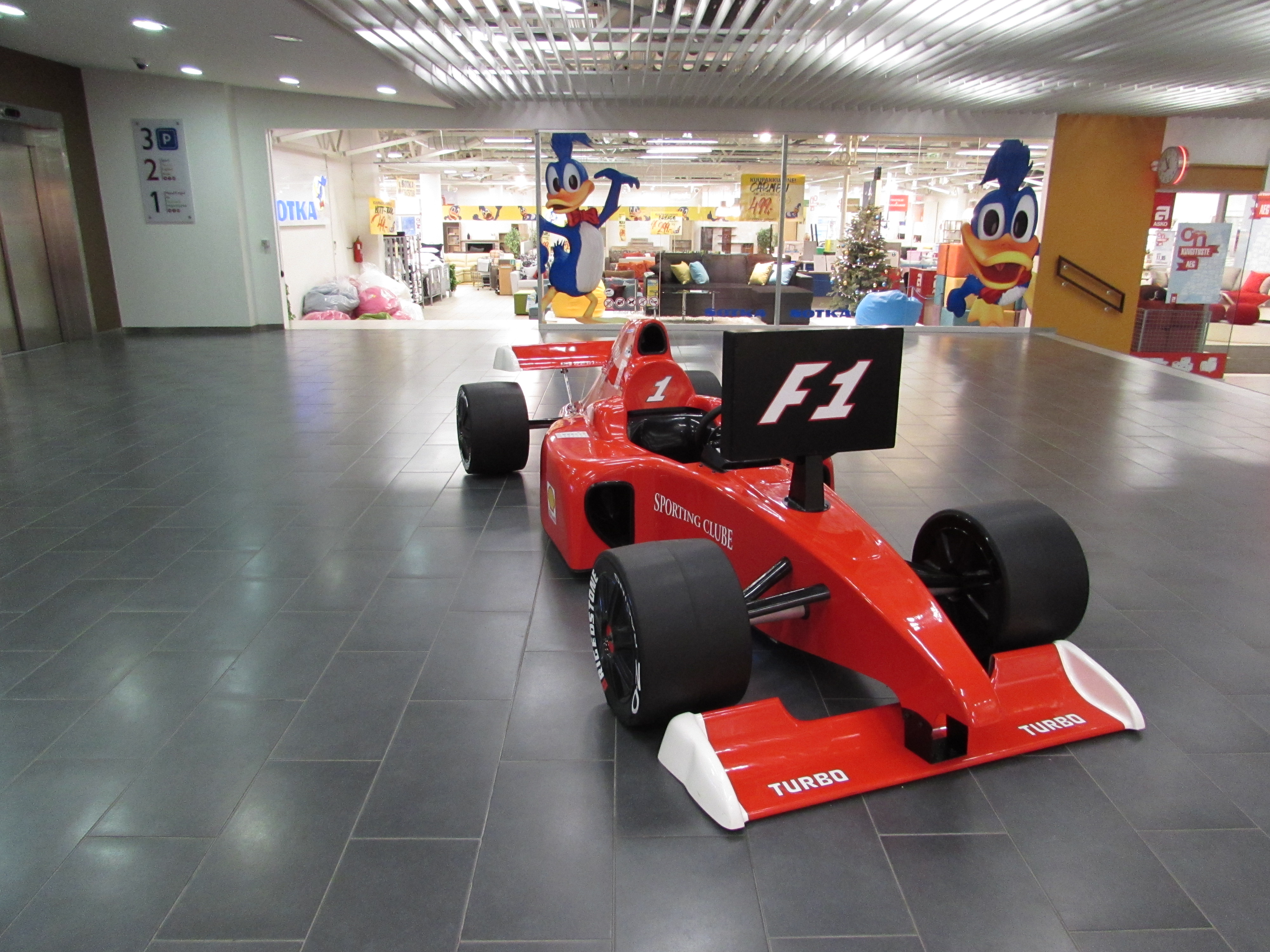